# Escultura del Cacique Bitagüí (Itagüí)
La Alegoría al Gran Espíritu Indígena o Escultura del Cacique Bitagüí  es un monumento  de 3 metros  situado en un parque llamado Las Chimeneas, en la ciudad de Itagüí, en Colombia. La escultura se construyó por una iniciativa del gobierno de Itagüí como homenaje al Cacique Bitagüí y al pasado indígena de la región. 

## Concepción
Fue construida en el periodo de  1993-1994 por Darío Rojas. Está situada en un parque llamado Las Chimeneas en la ciudad de Itagüí, Colombia. Es considerada una de las esculturas más importantes de la ciudad y de este autor en la región.  
También ha recibido reconocimientos en el departamento de Antioquia  y en la ciudad  de Medellín. 
Esta obra hace parte de varias entregadas por el maestro Darío Rojas a la ciudad. Hay pinturas también con el motivo indígena ubicadas en el Centro Administrativo Municipal de Itagüí (CAMI). 